# Ajumi Haraová
Ajumi Haraová (japonsky 原 歩, * 21. února 1979 Hačiódži) je bývalá japonská fotbalistka.

## Reprezentační kariéra
Za japonskou reprezentaci v letech 1998 až 2008 odehrála 42 reprezentačních utkání. Byla členkou japonské reprezentace i na Mistrovství světa ve fotbale žen 1999, 2007 a Letních olympijských hrách 2008.

## Statistiky
| Japonsko | Japonsko | Japonsko |
| Roky     | Záp.     | Góly     |
| -------- | -------- | -------- |
| 1998     | 3        | 0        |
| 1999     | 12       | 1        |
| 2000     | 6        | 0        |
| 2001     | 4        | 0        |
| 2002     | 2        | 0        |
| 2003     | 0        | 0        |
| 2004     | 1        | 0        |
| 2005     | 1        | 0        |
| 2006     | 0        | 0        |
| 2007     | 5        | 0        |
| 2008     | 8        | 1        |
| Celkem   | 40       | 2        |